# Punta Langosteira

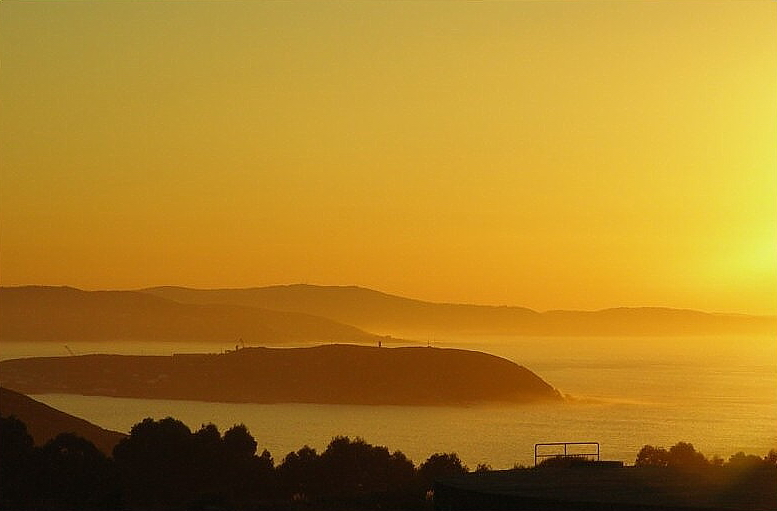
La punta Langosteira des del Monte de San Pedro, a Visma (la Corunya).

Punta Langosteira és un promontori de la costa atlàntica de Galícia, situat al municipi d'Arteixo, a la província de la Corunya. En aquest lloc es troba en construcció el port exterior de la Corunya, situat a 7 km de la ciutat i que pretén alliberar de trànsit el nucli urbà.
A la zona on s'està construint el port hi havia restes d'un castro anomenat Cociñadoiro, que es va excavar abans de la seva destrucció. El juny de 2012 l'Autoritat Portuària de la Corunya i l'ajuntament d'Arteixo van decidir exposar les restes del castro de Cociñadoiro al parc de Monticaño, on es construirà el centre d'interpretació de Langosteira.